# Jürgen Knappe
 Jürgen Knappe (* 13. Februar 1957 in Barmstedt) ist ein Generalleutnant der Luftwaffe im  Ruhestand. Er war zuletzt Befehlshaber im Multinationalen Kommando Operative Führung in Ulm.

## Militärische Laufbahn

### Ausbildung und erste Verwendungen
Jürgen Knappe trat 1977 in die Bundeswehr ein. Er absolvierte seine Grundausbildung im Luftwaffenausbildungsregiment 3 in Roth. Nach dem Offizierlehrgang an der Offizierschule der Luftwaffe in Fürstenfeldbruck begann er 1978 ein Studium der Pädagogik an der Universität der Bundeswehr in Hamburg, das er 1981 als Diplom-Pädagoge abschloss. Es folgten Verwendungen als Zugführer und als Personaloffizier. 1986 übernahm Knappe die 16./Luftwaffenausbildungsregiment 2 in Ulmen als Kompaniechef. Von 1986 bis 1989 war er Ordonnanzoffizier beim Inspekteur der Luftwaffe im Bundesministerium der Verteidigung (BMVg) in Bonn. Von 1989 bis 1991 nahm Knappe am Generalstabsdienstlehrgang an der Führungsakademie der Bundeswehr in Hamburg teil.

### Dienst als Stabsoffizier
Von 1991 bis 1993 diente Knappe als Abteilungsleiter A 1 (Personalwesen) im Luftwaffenausbildungskommando in Köln-Wahn. Von 1993 bis 1995 schloss sich eine Verwendung als Referent (Personalstrukturplanung) im Führungsstab der Luftwaffe im BMVg in Bonn an. Von 1995 bis 1997 war er an gleicher Stelle als Referent (Organisationsgrundlagen) tätig. In der nächsten Funktion übernahm er von 1997 bis 1999 die Fliegerhorstgruppe des Jagdbombergeschwaders 33 in Büchel als Kommandeur. Dem schloss sich bis 2000 eine weitere Verwendung als Referent im BMVg an, diesmal in der Abteilung Personal, Soziales und Zentralangelegenheiten. Von 2000 bis 2003 war Knappe als Gruppenleiter Strukturplanung im Luftwaffenamt in der Abteilung Personalstruktur, Organisation, Controlling, Aufwandbegrenzung und Rationalisierung eingesetzt. Anschließend übernahm er bis 2004 als Abteilungsleiter im Luftwaffenamt in Köln-Wahn die Abteilung Personalstruktur, Organisation, Controlling, Aufwandbegrenzung und Rationalisierung. Von 2004 bis 2009 war er Referatsleiter im BMVg, bis 2006 für Organisation und Struktur Luftwaffe im Führungsstab der Luftwaffe verantwortlich, anschließend für die Personalführung der Obersten und Generale der Luftwaffe.

### Dienst als General
2009–2011 war er als Stellvertretender Befehlshaber des Wehrbereichskommando II in Mainz tätig. In dieser Zeit war er von Juli 2010 bis Januar 2011 im Auslandseinsatz (siehe unten). Von 2011 bis 2012 war er Leiter der Arbeitsgruppe Aufbau, anschließend Leiter Aufbaustab im Bundesamt für das Personalmanagement der Bundeswehr in Köln. Dem schloss sich eine Verwendung als Geschäftsführender General und Abteilungsleiter I im gleichen Amt an. Von 1. Juli 2015 bis 10. Januar 2018 war er Kommandeur des Kommando Territoriale Aufgaben der Bundeswehr in Berlin, diesen Dienstposten übergab er an Generalmajor Carsten Breuer. Seit 1. Februar 2018 war Knappe als Nachfolger von Generalleutnant Richard Roßmanith Befehlshaber des Multinationalen Kommando Operative Führung. Damit einher ging die Beförderung zum Generalleutnant. Diese Funktion ist mit der des Kommandeurs des NATO-Joint Support and Enabling Command (JSEC) verbunden, welches im September 2021 seine volle Einsatzbereitschaft erreichte. Am 17. März 2022 übergab er beide Kommandos an seinen Nachfolger Alexander Sollfrank und wurde mit einem feierlichen Großen Zapfenstreich in den Ruhestand verabschiedet.

### Einsätze
- Juli 2010–Januar 201100stellvertretender Kommandeur Deutsches Einsatzkontingent ISAF/Afghanistan und Stellvertretender Stabschef (DCOS) Support im Regionalkommando Nord in Mazar-e-Sharif

### Auszeichnungen
- Ehrenkreuz der Bundeswehr in Silber
- Ehrenkreuz der Bundeswehr in Gold
- Einsatzmedaille der Bundeswehr ISAF Bronze
- NATO-Medaille ISAF
- Großes silbernes Ehrenzeichen für Verdienste um die Republik Österreich

## Privates
Knappe ist verheiratet und hat zwei Kinder.